# Distretto di Saptari
Il distretto di Saptari è un distretto del Nepal, in seguito alla riforma costituzionale del 2015 fa parte della provincia di Madhesh. 
Il capoluogo è Rajbiraj.
Geograficamente il distretto appartiene alla zona pianeggiante del Terai.
Il principale gruppo etnico presente nel distretto sono gli Yadav.

## Municipalità
Il distretto è suddiviso in diciotto municipalità, nove sono urbane e nove sono rurali:
Urbane
- Bodebarsain
- Dakneshwori
- Hanumannagar Kankalini
- Kanchanrup
- Khadak
- Shambhunath
- Saptakoshi
- Surunga Municipality
- Rajbiraj

Rurali
- Agnisaira Krishnasavaran
- Balan-Bihul
- Rajgadh, Saptari
- Bishnupur, Saptari
- Chhinnamasta, Saptari
- Mahadeva, Saptari
- Rupani, Nepal
- Tilathi Koiladi
- Tirhut, Nepal